# الإتجار بالبشر في جنوب شرق آسيا
لطالما مثّل الإتجار بالبشر في جنوب شرق آسيا مشكلةً في المنطقة، وما زالت هذه المشكلة متفشيّة حتى يومنا هذا. لوحظ ترافق وصول ارتفاع الطلب على العمل إلى أعلى مستوياته في القطاعين الصناعي والسياحة الجنسية مع استمرارية النمو في النظم الاقتصادية. يخلق الخليط المكوّن من الأفراد الفقراء والرغبة في كسب المزيد من الثروة بيئةً يستفيد منها تجار البشر في منطقة جنوب شرق آسيا. اتخذت العديد من دول المنطقة تدابير وقائيةً للقضاء على الإتجار بالبشر داخل حدودها ولمعاقبة المتجرين العاملين في المنطقة.

## طبيعة المشكلة
يعرّف مكتب الأمم المتحدة المعني بالمخدّرات والجريمة الإتجار بالبشر في أحد بروتوكولاته المتعلّقة بمنع ومعاقبة الإتجار بالأشخاص على أنه «تجنيد أو نقل أو ترحيل أو إخفاء أو تسليم الأشخاص باستخدام أساليب التهديد بالقوة أو استعمال القوة أو غيرها من أشكال الإكراه أو الاختطاف أو الاحتيال أو الخداع أو إساءة استخدام السلطة أو استغلال حالة استضعاف، أو منح أو تلقّي أي مبالغ أو مزايا بهدف الحصول على موافقة الشخص المسيطر على شخص آخر بغرض الاستغلال». ينطبق هذا التعريف على حصاد الأعضاء والعبودية والسخرة والاستغلال الجنسي. أفاد أحد التقارير المعتمدة على أحد المنهجيات المستندة إلى الدراسات الاستقصائية الوطنية وفقًا لمنظمة العمل الدولية بوجود 20.9 مليون شخصًا محتجزًا ضد إرادته في جميع أنحاء العالم مع حلول عام 2012، إذ احتُجزوا كشكل من أشكال السخرة المختلفة. بلغت نسبة النساء من هؤلاء العمال 55%، بينما وصلت نسبة الذكور إلى 45% منهم. بلغ متوسط الأرباح السنوية من الصناعات المختصة بالسخرة 44.3 مليار دولار في عام 2005 وفقًا لبيسلر.
أما خارج نطاق جنوب شرق آسيا، تحتوي منطقة آسيا والمحيط الهادئ على أكبر نسبة من العمال القسريين مقارنةً بأي مكان آخر في العالم، لكن بلغ معدل انتشارهم 3.3 لكل 1000 شخص وهو أحد أقل معدلات الانتشار مقارنةً بالمنطقة. يُعزى الأمر إلى امتلاك منطقة آسيا والمحيط الهادئ عددًا أكبر من السكان مقارنةً بباقي مناطق العالم. يُنظر إلى الإتجار بالبشر عمومًا في جنوب شرق آسيا بوصفه أقاليميًا، إذ يُجمع العمال من بلدان في المنطقة ليعملوا ضمن نطاق المنطقة ذاتها. عُثر على بعض الضحايا من جنوب شرق آسيا في العديد من البلدان الأخرى في جميع أنحاء العالم. يتضمّن الإتجار بالبشر في منطقة جنوب شرق آسيا كلًا من العمل الجنسي القسري والسخرة، الأمر الذي قد يسفر عن أشكال مختلفة من الإتجار بالبشر في جنوب شرق آسيا. يتجسّد الإتجار بالبشر في تايلاند وماليزيا بشكل أساسي في الاستغلال الجنسي، بينما تنتشر السخرة بشكل أكبر في إندونيسيا مع إمكانية العثور على بعض من أشكال العمل الجنسي والسخري. تشير التقديرات إلى وجود 10,000 عامل متعرّض للخداع أو الإجبار على السخرة سنويًا في المنطقة.

## الأسباب
تشتمل الأسباب الرئيسية لانتشار الإتجار بالبشر في جنوب شرق آسيا على عوامل عالمية مثل الفقر والعولمة. يرى بيتز أن الفقر ليس سببًا جذريًا لمشكلة الإتجار بالبشر، إذ يعتقد وجود عوامل أخرى مثل الرغبة في الوصول إلى الحراك الاجتماعي والمعارف المتعلّقة بالثروة التي يمكن اكتسابها من خلال العمل داخل المدن الحضرية، الأمر الذي يستقطب الأفراد الفقراء إلى المتجرين بالبشر في النهاية. يزعم بيتز أن السبب وراء الفصل الواضح بين الاقتصادات المتنامية والراكدة هو التحوّل الصناعي في المنطقة خلال منتصف القرن العشرين. خلق التحوّل الصناعي المزدهر في الاقتصاديات كالذي تتميّز به تايلاند وسنغافورة عاملًا جاذبًا للمهاجرين الفقراء الباحثين عن الحراك الاجتماعي والمصمّمين على مغادرة هذه البلاد التي مزّقتها الحروب. اعتُبر هؤلاء المهاجرون موارد غير مستغلّة في الاقتصادات المتنامية التي استنفدت العمالة الرخيصة داخل حدودها بالفعل. يخلق كلّ من وجود عدد كبير من العمال المهاجرين والباحثين عن العمل إضافةً إلى ارتفاع الطلب من الاقتصاد الباحث عن عمالة رخيصة مزيجًا مثاليًا في الوصول إلى ازدهار الإتجار بالبشر. ما يزال سوق السخرة مربحًا في الألفية الجديدة؛ تحافظ الانقسامات الطبقية وحاجة الاقتصادات إلى العمالة لغير المهرة على المتجرين في السوق.
برزت التجارة الجنسية في جنوب شرق آسيا خلال منتصف القرن العشرين كوسيلة لاستخدام النساء في توليد المزيد من الدخل للمهاجرين والسكان المحليين الذي يحاولون إعالة أسرهم أو أنفسهم. يزعم نيكولا بايبر أن السبب وراء ازدهار هذه التجارة في جميع أنحاء المنطقة هو تزايد القواعد السياحية والعسكرية المنتشرة في المنطقة خلال فترات الحروب الكبرى. لبّت التجارة الجنسية في بداياتها احتياجات الأفراد العسكريين الذين كانوا في إجازة من قواعدهم العسكرية، حوّلت هذه التجارة انتباهها إلى السياحة المتنامية مع بدء انحسار المنشئات العسكرية. لم يكن نمو التجارة الجنسية مقيّدًا على الرغم من تدخل الحكومات الضئيل بسبب الضرر المحتمل للسوق السياحية. ما زالت الأسواق السوداء التي يطالب بها المتجرون موجودة حتى الآن على الرغم من تراجع التجارة الجنسية في يومنا هذا.

## بلدان المصدر
تُعتبر الفلبين بلد مصدر وعبور فيما يتعلّق بالسخرة والاستغلال الجنسي. تُعتبر تايلاند أحد أكبر الدول المورّدة للسخرة في منطقة جنوب شرق آسيا وحول العالم. يُستقدم معظم العمال القسريين من دول جنوب شرق آسيا المجاورة مثل ميانمار وماليزيا ولاوس وفيتنام وكمبوديا. يهاجر المهاجرون طوعًا إلى تايلاند حيث ينتهي بهم المطاف أحيانًا بالسخرة أو يتحوّلون إلى سلع تُباع في سوق التجارة الجنسية.
تُصنّف لاوس كدولة مصدر للرجال والنساء والأطفال في تجارة العبيد الجنسية وتجارة العمال القسريين. ينتقل العديد من المهاجرين من لاوس إلى الصين عبر بلد عبور. يتدفّق المهاجرون من لاوس بشكل رئيسي إلى قطاعات العمالة الشاقة بأجر ضئيل. تبلغ نسبة النساء من المهاجرين من لاوس 70%، إذ يُستخدم الكثير منهنّ في العمل المنزلي. لا تقدّم تايلاند أي حماية للعاملين المنزليين ما قد يسفر عن تعرّض المهاجرات من لاوس للخطر.
تُعتبر كمبوديا بلد مصدر للمهاجرين بسبب ارتفاع مستويات البطالة والفقر فيها. يتسبب الأمر في عدم توفير فرص كافية للسكان الأصليين، إضافةً إلى تعريضهم إلى مستويات عالية من خطر الإتجار بالبشر. يجري الإتجار بالعديد من النساء الكمبوديات في نطاقي التجارة الجنسية أو العمالية، بينما يتعرّض الرجال إلى الإتجار في قطاعات الصيد والزراعة والتشييد في العديد من البلدان الواقعة في منطقة جنوب شرق آسيا.
تُعتبر ميانمار بلد مصدر بسبب تاريخها الحافل بالأنظمة العسكرية. يعرّض كلّ من سوء إدارة النظام الاقتصادية وانتهاك حقوق الإنسان مواطني البلدان إلى خطر الإتجار بالبشر. يتعرّض الرجال والنساء والأطفال للاستغلال في العمل في كلّ من تايلاند والصين وباكستان وكوريا الجنوبية وماكاو. يجري الإتجار بالأطفال في تايلاند بهدف إجبارهم على التسوّل، بينما تُهرّب الفتيات الصغيرات إلى الصين بهدف العمل في تجارة العبيد الجنسية.

## بلدان المقصد
تُعتبر الفلبين بلد مقصد إضافةً إلى كونها بلد مصدر. ينظر العديد من المهاجرين الباحثين عن العمل من الكثير من البلدان إلى الاقتصاد التايلندي على أنه عامل جذب واعد. يعتمد الاقتصاد التايلندي اعتمادًا كبيرًا على العمال المهاجرين أيضًا، وذلك نظرًا للطبيعة الشاقة للعمالة فيه إضافةً إلى وجود قطاعات رئيسية متضمّنة البناء والصيد والزراعة التجارية.
تُعتبر كمبوديا بلد مقصد بالنسبة للإناث اللاتي يجري الإتجار بهنّ ضمن نطاق التجارة الجنسية. تمتلك كمبوديا أحد أكبر مصادر الطلب فيما يتعلّق ببغاء الأطفال والسياحة الجنسية في المنطقة. تُستقدم نساء المناطق الريفية في كمبوديا وفيتنام إلى المدن الرئيسية حيث يجري بيعها أو استغلالها جنسيًا.
تُعتبر فيتنام بلد مقصد فيما يتعلّق بالأطفال المعرّضين للسخرة الجنسية والإتجار بغرض العمل. يُستقدم أطفال المناطق الريفية في البلاد إلى المدن الكبرى حيث يُجبرون على التجارة الجنسية وممارسة التسوّل والقطّاعات الصناعية باستخدام التهديدات وعبودية الدَين. أسفر الطلب الكبير على السياحة الجنسية للأطفال في فيتنام باعتبارها وجهة للسياحة الجنسية عن منح المتجرين حوافز لتجنيد الأطفال في هذه التجارة.